# Mura Masa
Alex Crossan (Castel, 5 april 1996), beter bekend onder zijn artiestennaam Mura Masa, is een
producer, songwriter en multi-instrumentalist uit Guernsey. De inspiratie voor zijn artiestennaam komt van de Japanse zwaardsmid Muramasa Sengo.

## Biografie

### 1996-2014: Beginjaren
Alex Crossan is geboren en opgegroeid op het kanaaleiland Guernsey. Als tiener speelde hij gitaar, drums en piano en zong hij in lokale punk-, hardcore-, deathcore- en gospelbands. Op zestienjarige leeftijd ontdekte hij Ableton Live en begon hij trapmuziek te maken.
Nadat hij kennis maakte met de muziek van Hudson Mohawke, ging hij over naar elektronische muziek. Hij ontdekte James Blake, Cashmere Cat en SBTRKT en liet zich beïnvloeden door Gorillaz en The Smiths.
Op zijn zeventiende begon hij met nummers, remixes en bootlegs te uploaden op Soundcloud. Het nummer "Lotus Eater" werd opgepikt door BBC Radio 1 en werd er op meerdere shows gespeeld. Nadat hij Guernsey verliet om Engelse literatuur te studeren aan de Universiteit van Sussex in Brighton, begon Crossan zijn muziek live te spelen.
Mura Masa begon zijn carrière door in 2014 zijn eerste mixtape genaamd "Soundtrack to a Death" op SoundCloud te plaatsen. De mixtape werd vervolgens wereldwijd gedistribueerd door het Duitse platenlabel Jakarta Records.

### 2015: Someday Somewhere
In april 2015 bracht hij zijn debuut ep Someday Somewhere uit. Het nummer "Firefly" uit dit album werd gekozen voor de In New Music We Trust afspeellijst van BBC Radio 1. Hij tekende bij zijn eigen platenlabel Anchor Point Records. Polydor Records zorgt voor de distributie in het Verenigd Koninkrijk en Interscope Records voor de distributie in de Verenigde Staten.

### 2016-2017: Mura Masa
Op 15 maart 2016 bracht hij de tweede single "What If I Go?" van zijn opkomende album uit. Op 30 september 2016 bracht hij zijn collaboratieve single "Love$sick met de Amerikaanse rapper A$AP Rocky uit. Dit is een vernieuwde versie van Mura Masa's single "Lovesick Fuck". Op 14 juli werd zijn debuutalbum Mura Masa uitgebracht.

### 2018
In juni werkte Mura Masa samen met Nile Rodgers en zijn band Chic aan de single "Till the World Falls". Hij werkte hiervoor ook samen met Cosha en Vic Mensa. De single werd uitgebracht op 22 juni 2018.

## Discografie

### Studioalbums
| Album met hitnotering(en) in de Vlaamse Ultratop 200 albums | Datum van verschijnen | Datum van binnenkomst | Hoogste positie | Aantal weken | Opmerkingen |
| ----------------------------------------------------------- | --------------------- | --------------------- | --------------- | ------------ | ----------- |
| Mura Masa                                                   | 2017                  | 22-07-2017            | 13              | 28           |             |

### Singles
| Single met hitnotering(en) in de Vlaamse Ultratop 50 | Datum van verschijnen | Datum van binnenkomst | Hoogste positie | Aantal weken | Opmerkingen                               |
| ---------------------------------------------------- | --------------------- | --------------------- | --------------- | ------------ | ----------------------------------------- |
| Firefly                                              | 2015                  | 30-01-2016            | tip             | -            | met Nao                                   |
| What If I Go?                                        | 2016                  | 07-05-2016            | 47              | 4            | met Bonzai                                |
| Love$sick                                            | 2016                  | 12-11-2016            | 46              | 1            | met A$AP Rocky                            |
| 1 Night                                              | 2017                  | 01-04-2017            | tip32           | -            | met Charli XCX                            |
| Second 2 None                                        | 2017                  | 15-07-2017            | tip19           | -            | met Christine And The Queens              |
| Nuggets                                              | 2017                  | 16-09-2017            | tip19           | -            | met Bonzai                                |
| Move Me                                              | 2018                  | 30-06-2018            | tip33           | -            | met Octavian                              |
| Till The World Falls                                 | 2018                  | 30-06-2018            | tip16           | -            | met Vic Mensa, Chic, Nile Rodgers & Cosha |
| Complicated                                          | 2018                  | 18-08-2018            | tip23           | -            | met Nao                                   |

### Ep's
- Someday Somewhere (2015)

### Mixtapes
- Soundtrack to a Death (2014)

- Bibliothèque nationale de France: cb170494487 (data)
- Gemeinsame Normdatei: 1078252424
- International Standard Name Identifier: 0000 0004 5962 6665
- Library of Congress Control Number: no2018012185
- MusicBrainz: d2a76e1b-cecc-4500-b445-d55591821cd3
- Virtual International Authority File: 166144782958989251272
- WorldCat: E39PBJkMP4YrqpTCMrJRHCvGpP